# Tramway de Novotroïtsk
 (décembre 2023).
Si vous disposez d'ouvrages ou d'articles de référence ou si vous connaissez des sites web de qualité traitant du thème abordé ici, merci de compléter l'article en donnant les références utiles à sa vérifiabilité et en les liant à la section « Notes et références ».
Le tramway de Novotroïtsk est le réseau de tramways de la ville de Novotroïtsk, en Russie. Le réseau est composé de cinq lignes. Il a été officiellement mis en service le 5 novembre 1956.

## Réseau
Le réseau compte actuellement 5 lignes :
- № 1 Депо (ТУ) — КХП
- № 2 Рынок — ФЛЦ
- № 3 Рынок — ТУ
- № 4 ТУ — ФЛЦ
- № 5 Рынок — КХП